# Callipallene cinto
Callipallene cinto is een zeespin uit de familie Callipallenidae. De soort behoort tot het geslacht Callipallene. Callipallene cinto werd in 2009 voor het eerst wetenschappelijk beschreven door Müller & Krapp. 